# 윙크

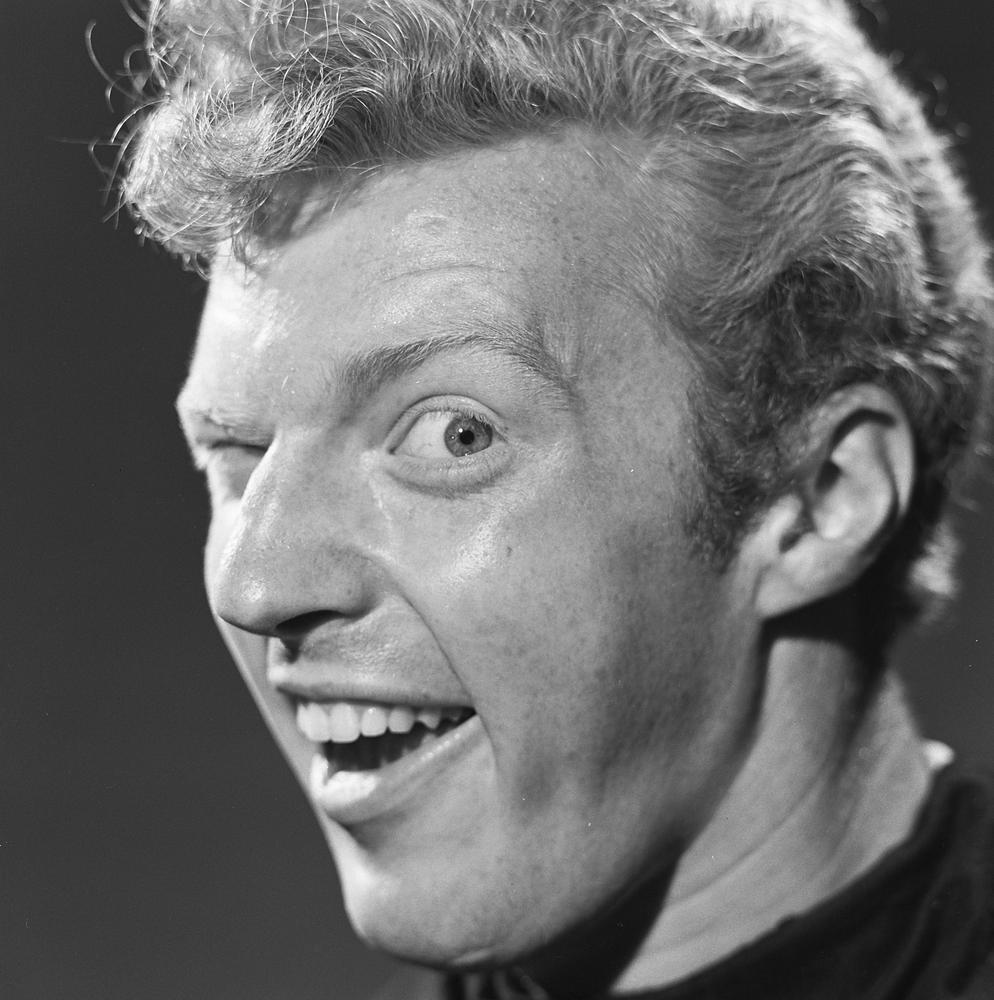
네덜란드의 코미디언 앙드레 판 뒤인의 윙크

윙크(Wink)는 한 쪽 눈을 깜박이는 것으로, 표정의 일종이다. 이는 비언어 대화에 속하는 것으로, 성적인 호감, 보이지 않는 지식을 전달하는 일 등에 쓰인다.

## 같이 보기
- 깜박임